# Hyperiopsis
Hyperiopsis är ett släkte av kräftdjur. Hyperiopsis ingår i familjen Hyperiopsidae.
Kladogram enligt Catalogue of Life:
| Hyperiopsis | \| \| Hyperiopsis voringi \| \| \| \| \| \| Hyperiopsis voringii \| \| \| \| |
|             | \| \| Hyperiopsis voringi \| \| \| \| \| \| Hyperiopsis voringii \| \| \| \| |
|             | Parargissa                                                                   |
|             |                                                                              |
|             | Hyperiopsis voringi                                                          |
|             |                                                                              |
|             | Hyperiopsis voringii                                                         |
|             |                                                                              |

|  | Hyperiopsis voringi  |
|  |                      |
|  | Hyperiopsis voringii |
|  |                      |